# Jianchangosaurus
Jianchangosaurus („Ještěr z oblasti Ťien-čchang/Jianchang“) byl rod menšího, vývojově primitivního terizinosauroidního teropoda (opeřeného dinosaura). Žil v období rané křídy (věk barrem, asi před 126 miliony let) na území dnešní severovýchodní Číny (provincie Liao-ning).

## Historie a popis

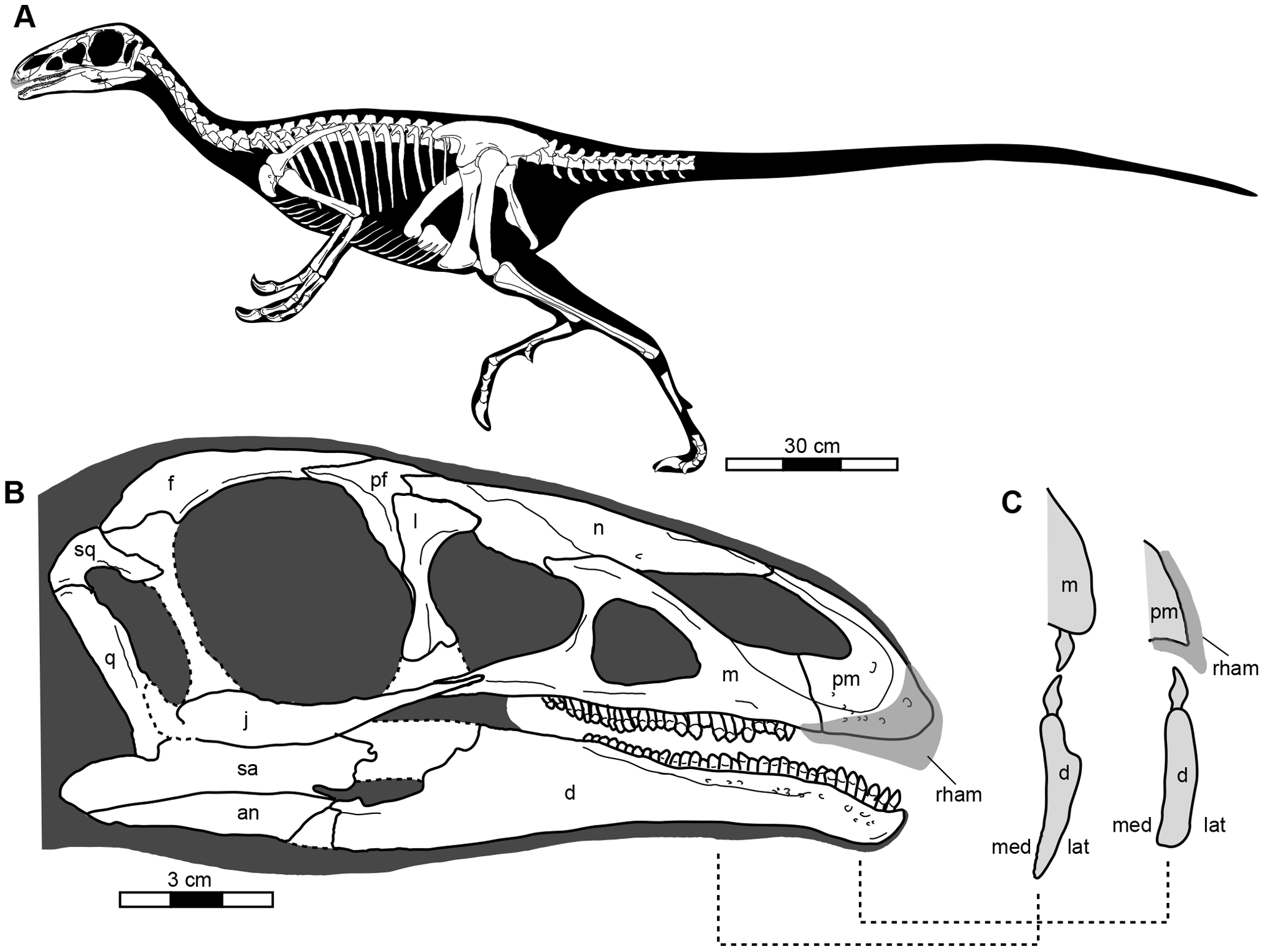
Jianchangosaurus - rekonstrukce lebky a postkraniální kostry.

Fosilie tohoto teropoda byly objeveny v sedimentech souvrství Yixian (česky I-sien), holotyp nese označení 41HIII-0308A. Formálně byl typový druh J. yixianensis popsán týmem čínských paleontologů v roce 2013. Holotyp představuje téměř kompletní kostru i s dobře dochovanou lebkou. Jednalo se pravděpodobně o nedospělého jedince, který měřil kolem 2 metrů na délku a asi 1 metr v nejvyšším bodě hřbetu. Lebka byla dlouhá 23 cm. Hmotnost tohoto dinosaura se pohybovala přibližně 20 až 26 kilogramů.
Jianchangosaurus byl velmi lehce stavěn a měl proporcionálně dlouhé nohy. Představoval tedy jakousi lehkonohou formu terizinosauroida, schopnou unikat rychlým dravým dinosaurům. Tělo dinosaura bylo pokryto jemným opeřením, jak dokládají otisky v okolí kostry na hornině. Jianchangosaurus tak patří k několika desítkám známým dinosauřím druhům s přímo potvrzenou přítomností pernatého pokryvu těla. Opeření mu zřejmě sloužilo jako ochtrana tělesného tepla v období zim, kdy v této době v ekosystémech souvrství Yixian sněžilo a mrzlo (teploty v zimním období klesaly pod 0 °C).